# Huseni, Sălaj

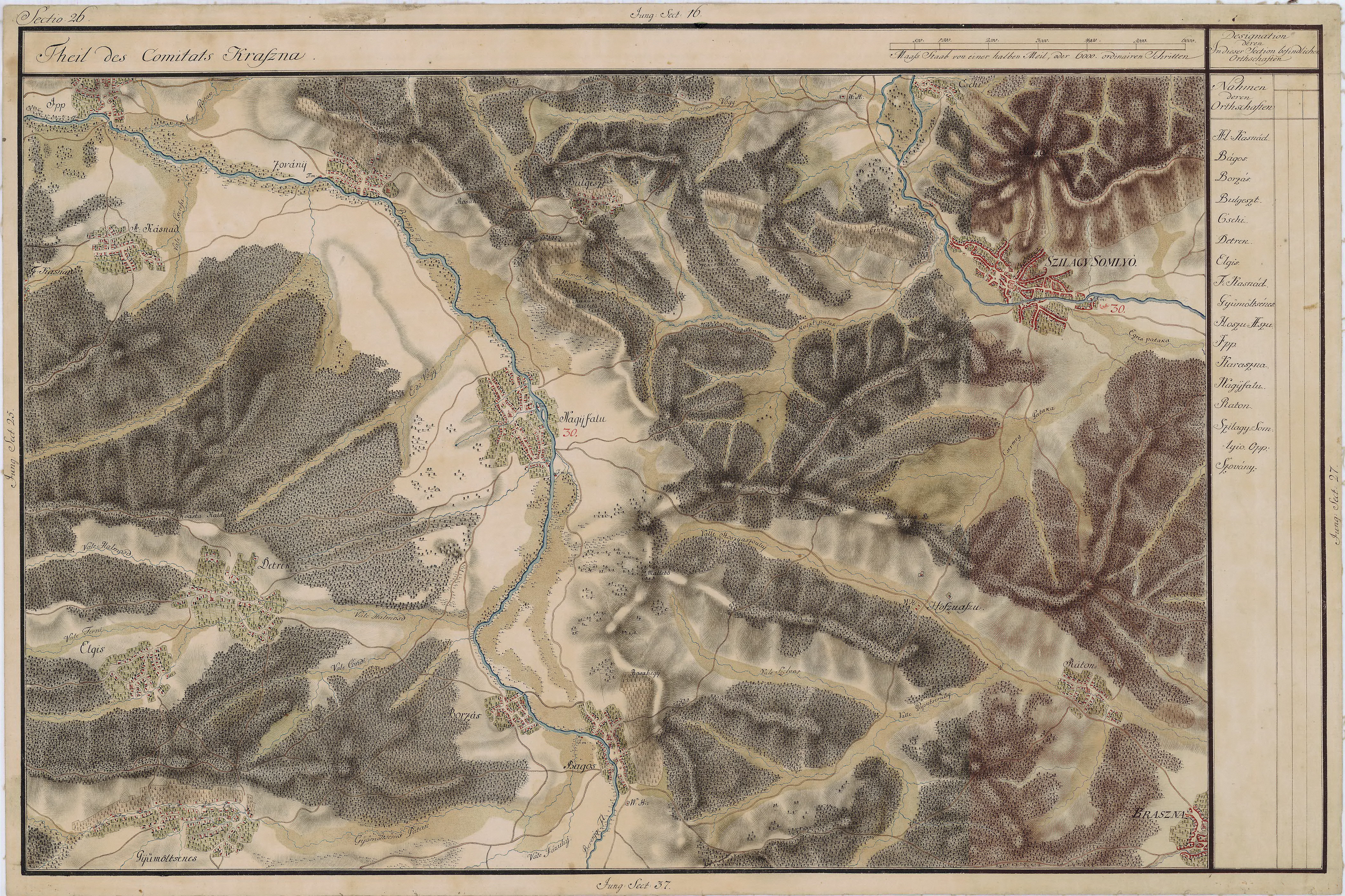
Huseni în Harta Iosefină a Transilvaniei, 1769-1773

Huseni, alternativ Husasău, (în maghiară Krasznahosszúaszó, colocvial Hosszúaszó, în trad. "Asăul Lung") este un sat în comuna Crasna din județul Sălaj, Transilvania, România.

## Istoric
Prima atestare documentară a satului Huseni datează din anul 1341 sub numele de Huzyazo.